# Erwin Hermes
Erwin Hermes (Berkel en Rodenrijs, 16 december 1969) is een Nederlands voormalig betaald voetballer. De linksbuiten speelt sinds het seizoen 2006/07 voor BVCB.
Hermes kwam tijdens zijn dienstverband bij Willem II één keer in actie in de UEFA Champions League. Hij viel in het toernooi van 1999/2000 in tijdens de uitwedstrijd bij Spartak Moskou (uitslag: 1-1).
Na zijn laatste profcontract ging Hermes spelen voor TOGB, uit zijn geboorteplaats, waar hij zijn voetbalcarrière ook begon.

## Overzicht clubcarrière
| Seizoen  | Club               | Competitie     | Wedstrijden | Doelpunten |
| -------- | ------------------ | -------------- | ----------- | ---------- |
| 1991-'92 | FC Den Haag        | Eredivisie     | 14          | 0          |
| 1992-'93 | ADO Den Haag       | Eerste divisie | 14          | 1          |
| 1993-'94 | ADO Den Haag       | Eerste divisie | 10          | 0          |
| 1993-'94 | (FC Lisse)         | Amateurs       | -           | -          |
| 1994-'98 | (Rijnsburgse Boys) | Amateurs       | -           | -          |
| 1998-'00 | Willem II          | Eredivisie     | 12          | 1          |
| 2000-'01 | FC Den Bosch       | Eerste divisie | 8           | 0          |
| 2000-'01 | Telstar            | Eerste divisie | 12          | 0          |